# مینا تاندر
مینا تاندر (انگلیسی: Mina Tander؛ ۴ دسامبر ۱۹۷۸) هنرپیشه اهل آلمان است. او از ۲۰۱۶ تا ۲۰۱۹ در مجموعهٔ تلویزیونی ایستگاه برلین نقش مأمور استر کراگ را بازی کرد.

## زندگی‌نامه

### اوایل زندگی
مینا تاندر دختر یک روزنامه‌نگار افغان و معلم آلمانی است که در شهر کلن در آلمان غربی متولد شد. پدرش در شش سالگی فوت کرد. خواهرش سیمین تاندر خواننده و ترانه‌سرا برای گروه سیمین است.
او از ده سالگی می‌خواست رقاص و بازیگر شود و همزمان با دبیرستان در آکادمی باله در کلن شرکت کرد. او توسط مدیر تئاتر در یک دیدار تئاتر مدرسه در مونستر کشف شد و از آن پس در کنار مدرسه تئاتر بازی کرد.

### زندگی حرفه‌ای
تاندر در ۱۶ سالگی، در اولین فیلم تلویزیونی خود Absprung بازی کرد. پس از آن دیگر فیلم‌های تلویزیونی و اولین فیلم بلند خود را در سال ۱۹۹۹، پشت رنگین کمان بازی کرد. در سال‌های بعد او در چندین فیلم تلویزیونی بازی کرد. تاندر در سال ۲۰۰۰ در نقش لئونی در فیلم موفق Harte Jungs بازی کرد، که نامزد دریافت جایزه چهره‌های جدید ۲۰۰۰ شد. او در کنار آن همچنین در نقش ملانی، خواهر بازیگر زن برجسته، در کمدی مدرسه ظاهر شد. از آن زمان، او همچنین در فیلم‌های متعددی برنده جایزه‌هایی مانند دوست غریبه (جایزه اولین قدم)، آیا کار کرده‌است، جشنواره اکتبر و قلبت را به من بسپار و همچنین در کمدی‌های موفق سینمایی «ماریا، او را دوست ندارد!» و «قلب مردان … و عشق بسیار بسیار بزرگ» ظاهر شده‌است.
در سال ۲۰۰۹ تندر برای نقش اصلی در «ماریا، او را دوست ندارد!» نامزد دریافت جایزه منتقدان فیلم آلمان در بخش بهترین بازیگر زن شد.
در سال ۲۰۱۰، او آهنگهای «عشق ما در تاریکی شکوفا می‌شود» و «ماریاس لید» (همراه با پیتر لومایر) را برای موسیقی متن فیلم Schenk mir dein Herz خواند.
در سال ۲۰۱۲ فیلم «تو قول دادی»، که در آن تاندر نقش اصلی را بازی کرد، در برنامه رسمی شصت و نهمین جشنواره فیلم ونیز به نمایش درآمد. از سال ۲۰۱۶ تا ۲۰۱۹ او را می‌توان در ایستگاه برلین دید.

### خصوصی
تاندر در برلین زندگی می‌کند و با کارگردان المار فیشر ازدواج کرده‌است. در سال ۲۰۱۱ او مادر یک دختر شد. در سال ۲۰۱۹، تاندر دومین فرزند خود را به دنیا آورد، یک پسر.

## فیلم‌شناسی
| سال       | عنوان                                                      | نقش              | یادداشت                          | Ref.              |
| --------- | ---------------------------------------------------------- | ---------------- | -------------------------------- | ----------------- |
| ۱۹۹۵      | عشق ممنوعه                                                 | لنا گاسنر        |                                  | [ ۲ ]             |
| ۱۹۹۶      | Absprung پرش                                               |                  | فیلم تلویزیونی                   | [ ۳ ]             |
| ۲۰۰۰      | Ants in the Pants                                          | لئونی            |                                  | [ ۴ ]             |
| ۲۰۰۰      | Schule مدرسه                                               | ملانی            |                                  | [ ۵ ]             |
| ۲۰۰۳      | Fremder Freund دوست عجیب                                   | جولیا            |                                  | [ ۶ ] [ ۷ ] [ ۸ ] |
| ۲۰۰۴      | صحنه جرم                                                   | لیزا             | قسمت: «Gefährliches Schweigen»   |                   |
| ۲۰۰۵      | Oktoberfest                                                | کاترین           |                                  | [ ۹ ]             |
| ۲۰۰۶      | صحنه جرم                                                   | مارتینا ماتوسک   | قسمت: «Blutschrift»              |                   |
| ۲۰۰۹      | Der Kriminalist جنایتکار                                   | تانیا زونتاگ     | قسمت: «Die Kronzeugin»           | [ ۱۰ ]            |
| ۲۰۰۹      | Maria, ihm schmeckt's nicht ماریا، او آن را دوست ندارد     | سارا مارسیپان    |                                  | [ ۱۱ ] [ ۱۲ ]     |
| ۲۰۱۰      | Zeiten ändern dich زمان تغییرت می‌دهد                       | مادر بوشیدو      |                                  | [ ۱۳ ]            |
| ۲۰۱۲      | صحنه جرم                                                   | ساندرا           | قسمت: «Ein neues Leben»          |                   |
| ۲۰۱۲      | Du hast es versprochen تو قول دادی                         | هانا             |                                  | [ ۱۴ ]            |
| ۲۰۱۳      | Buddy                                                      | لیزا             |                                  | [ ۱۵ ]            |
| ۲۰۱۵      | Frau Müller muss weg! خانم مولر باید برود                  | مارینا یسکوف     |                                  | [ ۱۶ ]            |
| ۲۰۱۶      | Seitenwechsel تغییر طرف                                    | ترزا پاسکه       |                                  | [ ۱۷ ] [ ۱۸ ]     |
| ۲۰۱۶      | Antonio, ihm schmeckt's nicht آنتونیو، او آن را دوست ندارد | سارا مارسیپان    |                                  | [ ۱۱ ]            |
| ۲۰۱۶–۲۰۱۹ | Berlin Station                                             | استر کروگ        |                                  | [ ۱۹ ]            |
| ۲۰۱۷      | Eine gute Mutter یک مادر خوب                               | گرتا بومیستر     | فیلم تلویزیونی                   | [ ۲۰ ]            |
| ۲۰۱۷–۲۰۱۸ | Jerks                                                      | خودش             | ۲ قسمت                           |                   |
| ۲۰۱۸      | Die Entdeckung der Liebe کشف عشق                           | والری            | فیلم تلویزیونی                   | [ ۲۱ ]            |
| ۲۰۱۸      | Nord Nord Mord شمال شمال قتل                               | سوزانا واگنر     | قسمت: «Clüver und der leise Tod» |                   |
| ۲۰۱۹      | Verliebt in Valerie عاشق والری                             |                  |                                  |                   |
| ۲۰۱۹      | Rocca verändert die Welt روکا جهان را تغییر می‌دهد          | معلم خانم بهرندت | فیلم کودکانه                     | [ ۲۲ ]            |
| ۲۰۲۰      | Unterleuten – Das zerrissene Dorf دون‌مردم: دهکده متلاشی‌شده | آن پیلتز         | فیلم تلویزیونی                   | [ ۲۳ ]            |